# Pike megye (Pennsylvania)
Pike megye az Amerikai Egyesült Államokban, azon belül Pennsylvania államban található. Megyeszékhelye Milford, legnagyobb városa Matamoras. Lakosainak száma 58 535 fő (2020. április 1.). Pike megye Sullivan, Orange, Sussex, Monroe és Wayne megyékkel határos.

## Népesség
A megye népességének változása:
| Lakosok száma | 57 330 | 57 519 | 56 782 | 56 591 | 55 949 | 58 535 |
|               | 2010   | 2011   | 2012   | 2013   | 2015   | 2020   |